# 曹郁
曹郁（1974年8月15日—），中國攝影師，任職於中國電影集團公司北京電影製片廠，中國大陸女星姚晨丈夫。

## 電影攝影作品
- 可可西里（2004）
- 南京！南京！（2009）
- 愛出色（2010）
- 擺渡人（2016）(與鮑德熹聯合攝影)
- 妖貓傳（2017）
- 無問西東（2018）
- 我和我的祖國之 白晝流星（2019）
- 八佰（2020）

## 爭議
2013年5月曹郁為鈕承澤新片軍中樂園勘景，假冒中華民國籍人士，進入高雄海軍左營軍港登上海軍軍艦。